# Alexa Irvin
Alexa Kaien Irvin (21 de julio de 1992) es una deportista canadiense que compite en piragüismo en la modalidad de aguas tranquilas. Ganó dos medallas de oro en los Juegos Panamericanos, en los años 2011 y 2019.

## Palmarés internacional
| Juegos Panamericanos | Juegos Panamericanos | Juegos Panamericanos | Juegos Panamericanos |
| Año                  | Lugar                | Medalla              | Competición          |
| -------------------- | -------------------- | -------------------- | -------------------- |
| 2011                 | Guadalajara (México) | Medalla de oro       | K4 500 m             |
| 2019                 | Lima (Perú)          | Medalla de oro       | K4 500 m             |